# Jeune-Tommasi-Freycon-Nivelon-Syndrom
Das Jeune-Tommasi-Freycon-Nivelon-Syndrom ist eine sehr seltene angeborene Erkrankung mit einer Kombination von Schwerhörigkeit, zerebellärer Ataxie und Oligophrenie.
Synonyme sind: englisch Cerebellar ataxia associated with deafness
Die Bezeichnung bezieht sich auf die Autoren der Erstbeschreibung aus dem Jahre 1963 durch die französischen Pädiater Matis Jeune (1910–1983), M. Tommasi, F. Freycon und J. L. Nivelon.

## Klinische Erscheinungen
Klinische Kriterien sind:
- Minderwuchs
- Oligophrenie
- Beidseitige fortschreitende Innenohrschwerhörigkeit
- Kleinhirn-Störungen mit Ataxie, Intentionstremor und Dysarthrie
- Atrophie der kleinen Handmuskeln, Verminderung des Patellarsehnenreflexes
- stark vermehrte Kariesneigung
- Pigmentationsstörungen der Haut
- Hepatomegalie, Kardiomegalie